# Дружбівська сільська рада (Криничанський район)
| Дружбівська сільська рада — орган місцевого самоврядування у Криничанському районі Дніпропетровської області з адміністративним центром у c. Дружба. Сільській раді підпорядковані населені пункти: - c. Дружба - с. Кам'янчани - с. Мирне - с. Первозванівка - с. Сухий Хутір - с. Улянівка - с. Малярщина - с. Червоний Став |

## Склад ради
Рада складається з 20 депутатів та голови.

## Керівний склад сільської ради
| ПІБ                            | Основні відомості                                                                         | Дата обрання | Дата звільнення |
| ------------------------------ | ----------------------------------------------------------------------------------------- | ------------ | --------------- |
| Коваленко Микола Олександрович | Сільський голова, 1948 року народження, освіта, член Всеукраїнського об'єднання «Громада» | 26.03.2006   | 31.10.2010      |
| Капшар Валентина Андріївна     | Сільський голова, 1970 року народження, освіта вища, член Партії регіонів                 | 31.10.2010   |                 |

Примітка: таблиця складена за даними джерела

## Розташування
Дружбівська сільська рада розташована в центральній частині Криничанського району Дніпропетровської області, за 13 км від районного центру.

## Соціальна сфера
На території сільської ради знаходяться такі об'єкти соціальної сфери:
- Дружбівська середня загальноосвітня школа;
- Дружбівський дошкільний навчальний заклад;
- Мирнівська лікарська амбулаторія;
- Улянівський фельдшерсько-акушерський пункт;
- Сухохутірський фельдшерсько-акушерський пункт.